# Revolutionsorkestern

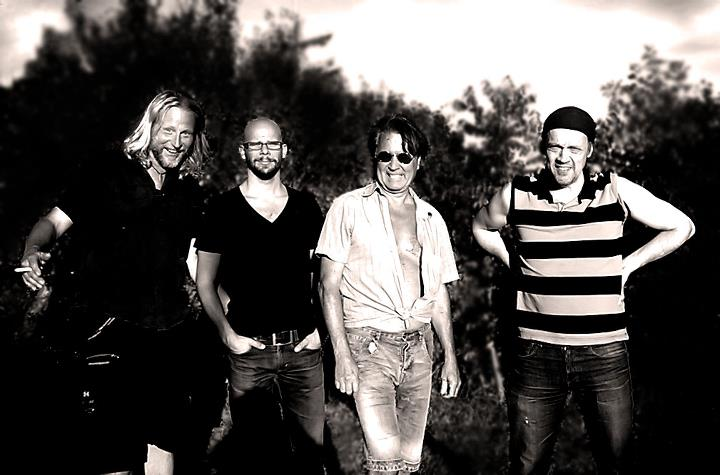
Den nyaste Revolutionsorkestern.

Revolutionsorkestern har periodvis, och med olika medlemmar, varit namn på den svenske skådespelaren och sångaren Thorsten Flincks kompband.
Flinck bildade ursprungligen Revolutionsorkestern 1992 och bestod då av Jimmy Lindberg på trummor, Peter Liljander på klaviatur, Joakim Jähnke på bas samt Karl Gustav Krantz och Anders Norman, båda på gitarr. Hösten 1992 hade Flinck premiär för föreställningen PROG (vilket uttyddes Propaganda, Retorik Och Groove) på Studion i Stockholm. Avsikten var att återuppliva låtar av band inom den insomnade progressiva musikrörelsen som Nationalteatern, Hoola Bandoola Band, Contact och Norrbottens Järn. Flinck hade för övrigt 1977–1982 själv varit sångare i Rockvindar, ett av band som var verksamma i musikrörelsens slutskede. 
Flinck startade 2002 en ny upplaga av Revolutionsorkestern, nu med bland andra Bill Öhrström, och hade då bland annat ett samarbete med Siw Malmkvist.  Från 2003 hade Flinck i stället bandet Flincka Fingrar, vilket lades ned 2008, då en helt ny version av Revolutionsorkestern bildades i Dalarö. De nuvarande medlemmarna är Robert Olsson, Magnus Eugenson, Ulf Wahlberg och Mikael Englund. Tillsammans med detta band, förstärkt med Kenny Håkansson kom Flinck på 8:e plats i Melodifestivalen 2012. 